# 앙투아네트 손탁
마리 앙투아네트 손탁(독일어: Marie Antoinette Sontag 마리 안토아네트 존타크[*], 1854년 ~ 1922년)는 대한제국과 러시아 제국에서 활약한 독일인 통역사이며, 손탁호텔의 지배인으로 잘 알려져 있다. 한국어 이름은 손탁(孫澤)이다.

## 생애
1854년에 프랑스 알자스로렌의 독일계 가정에서 태어났다. 당시에는 프랑스 국적을 가지고 있었다. 그러나 1870년에 프로이센-프랑스 전쟁이 일어나 알자스로렌이 프로이센 군대에 의해 점령되고만다. 1871년에 베르사유 조약으로 인해 독일 제국이 선포되면서, 알자스로렌이 프로이센에 합병되었다. 그래서 국적이 독일로 변경된다.
1885년에 주조선 러시아 제국 초대공사로 카를 베베르가 부임할 때 함께 입국하였다. 이때 베베르 공사의 추천으로 인하여 1886년 경복궁의 양식 조리사로 임명되어 일하게 된다. 이때 그녀는 정식으로 명성황후를 알현하였다. 1896년에 아관파천이 성공하는데 일정한 역할을 감당하였다.
1902년에는 고종으로부터 덕수궁 근처에 있는 황실 소유의 부지를 하사받았고, 같은 해에 손탁호텔을 개업하여 그 지배인이 된다. 그러나 1905년에 러일전쟁에서 러시아가 패배하고 을사조약이 체결된 후로 정국이 혼란스러워지자, 1909년에 프랑스 칸으로 돌아갔다. 1922년 7월 7일 오전 8시 프랑스 칸에 있는 자택에서 세상을 떠났다. 현재 프랑스 칸의 시립천주교 묘지에는 '조선황실의 서양전례관 마리 앙트와네트 손탁'이라는 이름으로 묻혀 있다.

## 창작물에서
- 조선왕조오백년 대원군에서 등장한다. 성명 불상의 굉장한 미모를 가진 백인 여성이 손탁 역을 담당했다.

## 같이 보기
- 대한제국 고종
- 카를 베베르
- 아관파천
- 손탁호텔